# Заворово (Московская область)
Заворово — село в Раменском муниципальном округе (Московская область), входит в сельское поселение Никоновское. Население — 1245 чел. (2010).

## История
Первые упоминания о селе Заворово от XVI века. Основной достопримечательностью является церковь Живоначальной Троицы. Она построена стараниями князя Михаила Никитовича Львова. Общая композиция и система декора памятника традиционна для небольших приходских церквей XVII века. Здание состоит из одноглавого четверика, трапезной и небольшой колокольни. В клировых ведомостях значится, что боковые приделы были сооружены гораздо позже главного здания. Издали хорошо видно, что основной объём храма завершён карнизом и аттиком с рядом ложных кокошников. Форма московского барокко отразилась в оконных наличниках с разорванными фронтонами. По историческим сведениям XVII века о Заворово известно следующее: «Село на суходоле. Церковь каменная Живоначальной Троицы».
В 1994—2002 годах Заворово — центр Заворовского сельского округа.

## Население
| 1926 | 2002  | 2010  |
| ---- | ----- | ----- |
| 221  | ↗1197 | ↗1245 |